# Greifswalder Bachwoche

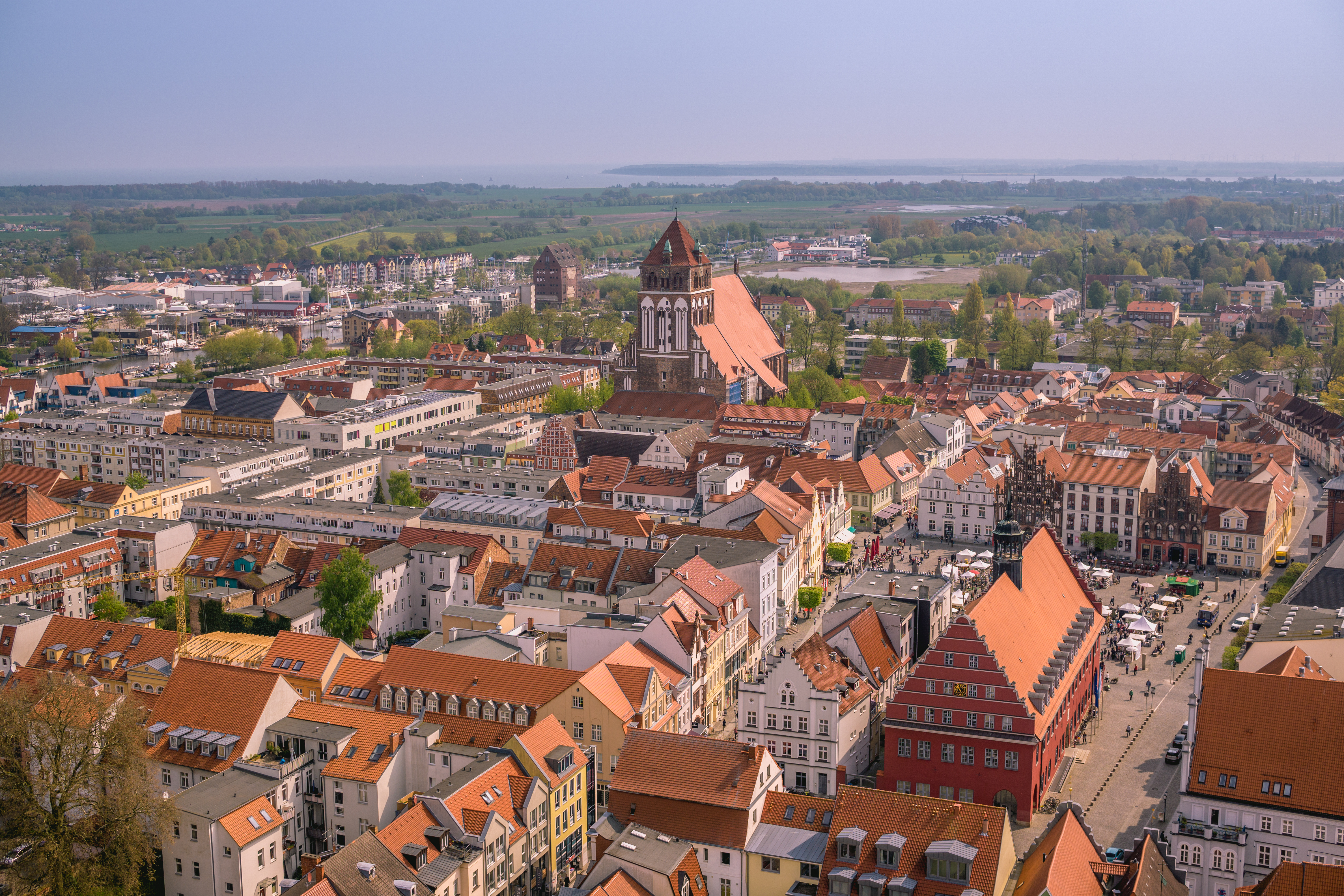
Blick auf Greifswald

Die Greifswalder Bachwoche ist ein Musikfestival im Landkreis Vorpommern-Greifswald, insbesondere in der Hansestadt Greifswald aber auch im Umland. Veranstalter war die Pommersche Evangelische Kirche, seit 2012 die Evangelisch-Lutherische Kirche in Norddeutschland.

## Geschichte
Die alljährlich in den Monaten Mai und Juni stattfindende Bachwoche wurde 1946 geistig und künstlerisch durch Hans Pflugbeil und dessen Ehefrau ab 1947 Annelise Deutsch, geb. Buss ins Leben gerufen und ist damit das älteste Musikfest in Mecklenburg-Vorpommern. Der Begriff „Greifswalder Bachwoche“ wurde ab 1950 geprägt. Im September 1946 waren die „Bach-Tage“ der Beginn dieser jährlich stattfindenden Bildungs- und Veranstaltungsreihe, der im Juni 1947 erneut „Bach-Tage“ folgten. 1948 wurde die Veranstaltung als „Bach-Händel-Woche“ und 1949 als „Greifswalder Kirchenmusikfest“ durchgeführt. Die Offenheit für weitere Komponisten wurde in der sechsten Bachwoche durch markante Schriftzüge des Grafikers Helmut Maletzke mittels eines Dreiklanges Schütz/Bach/Brahms dokumentiert.
Hauptförderer sind das Land Mecklenburg-Vorpommern, der Norddeutsche Rundfunk und die Hansestadt Greifswald.

## Künstlerische Leitung
Die künstlerische Leitung der Bachwoche hatte bis 1974 Hans Pflugbeil inne, dem Manfred Schlenker und von 1993 bis 2018 Kirchenmusikdirektor Jochen A. Modeß folgten. Nach einer Vakanz ist zum April 2021 das Amt Landeskirchenmusikdirektor Frank Dittmer übertragen worden.